# Isla Millar
Isla Millar är en ö i Chile.   Den ligger i regionen Región de Aisén, i den södra delen av landet, 1 600 km söder om huvudstaden Santiago de Chile. Arean är 55 kvadratkilometer.
Terrängen på Isla Millar är kuperad. Öns högsta punkt är 637 meter över havet. Den sträcker sig 17,3 kilometer i nord-sydlig riktning, och 6,5 kilometer i öst-västlig riktning.
Trakten runt Isla Millar är nära nog obefolkad, med mindre än två invånare per kvadratkilometer.